# 因幡国分寺
因幡国分寺（いなばこくぶんじ）は、鳥取県鳥取市国府町国分寺にある黄檗宗の寺院。山号は最勝山。本尊は薬師如来。
奈良時代に聖武天皇の詔により日本各地に建立された国分寺のうち、因幡国国分僧寺の後継寺院にあたる。本項では現寺院とともに、寺院跡である因幡国分寺跡（史跡指定なし）と因幡国分尼寺の推定地についても解説する。

## 歴史

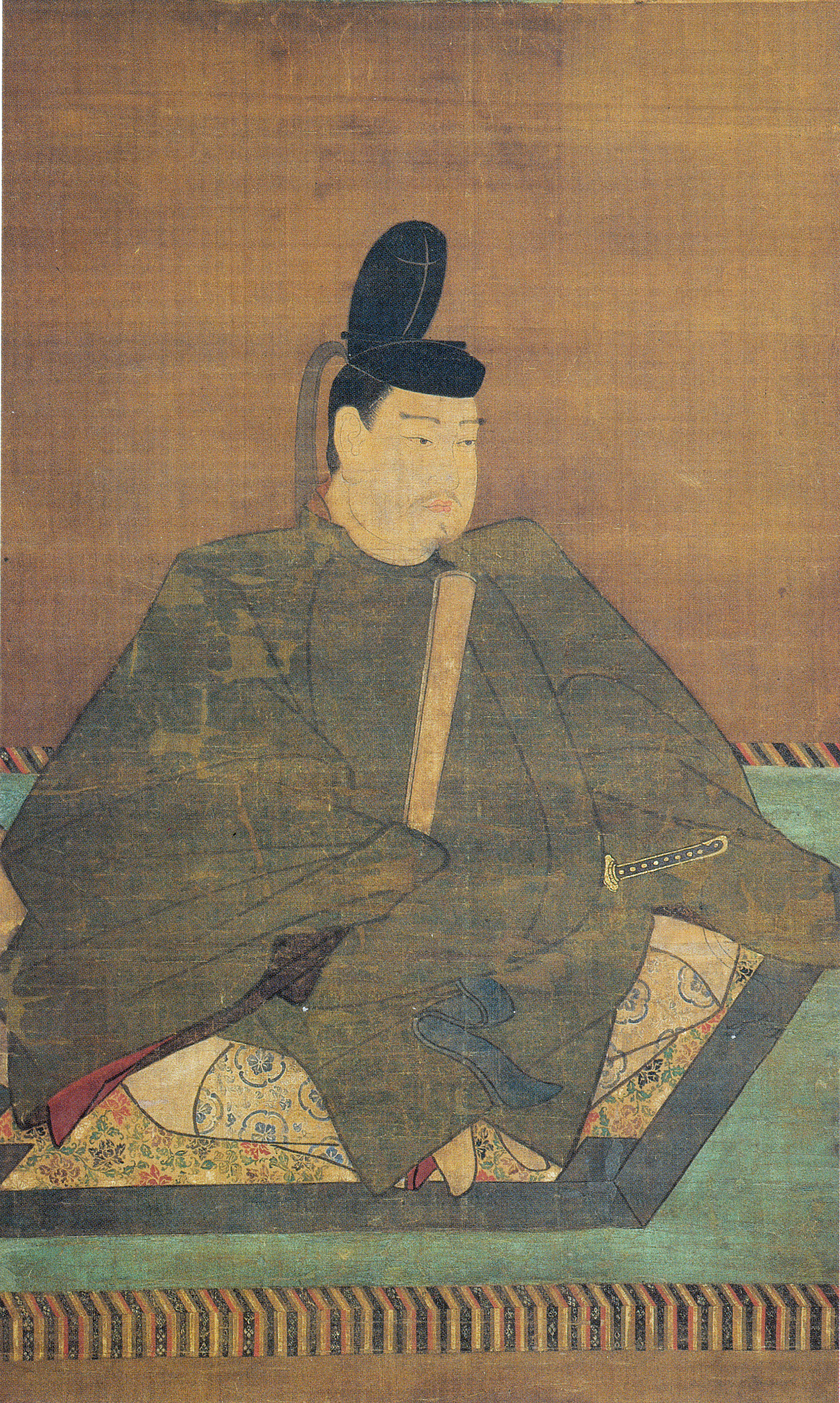
聖武天皇肖像

### 古代
創建は不詳。天平13年（741年）の国分寺建立の詔ののちの創建とされる。
延長5年（927年）成立の『延喜式』主税上では、国分寺料として稲3万束が規定されている。
その後の変遷は不詳。

### 近世
『因幡民談記』によれば、元々は草堂であったが、延宝年間（1673-1681年）に活禅によって堂宇が再建され、鳥取藩から寺料2万石を受けたという。
天保5年（1834年）の「寺院山伏神主御免地帳」では境内平地1反3歩のうち4畝余が除地とされている。また本寺は興禅寺（鳥取市栗谷町）であった。

### 近代以降
近代以降については次の通り。
- 1965年（昭和40年）頃、国分寺集落南方の水田で塔礎石17個の発見（8個が国分寺境内に移動）[2]。
- 1972-1979年（昭和47-54年）、発掘調査（鳥取県教育委員会）[3]。

## 因幡国分寺跡

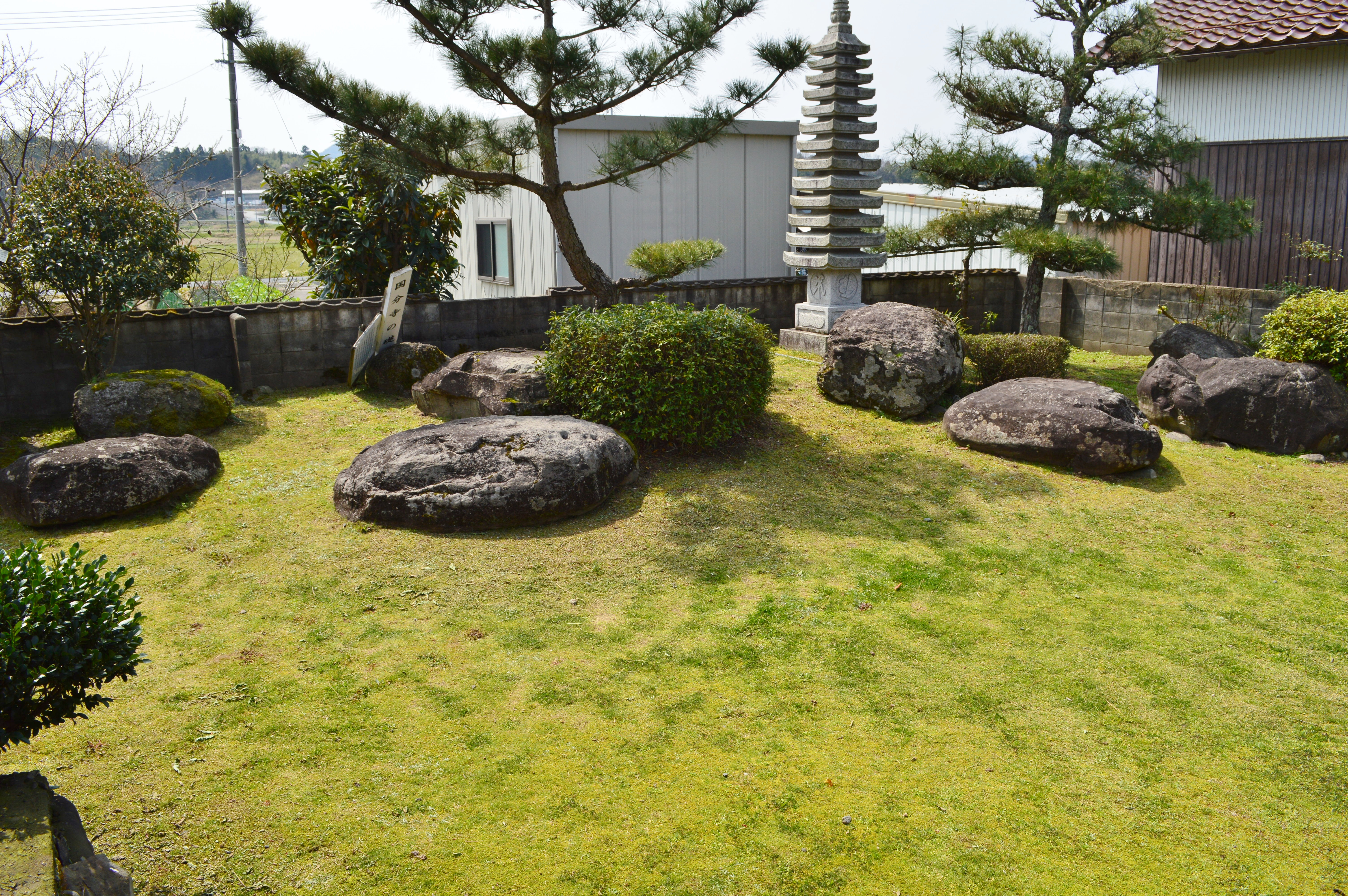
塔礎石（鳥取市指定文化財）

僧寺跡の寺域は、2町四方（約220メートル四方）と推定され、現在の国分寺集落と重複する。主要伽藍として塔・南門が認められているが、伽藍配置は明らかでない。遺構の詳細は次の通り。
塔
経典（金光明最勝王経）を納めた塔（国分寺以外の場合は釈迦の遺骨（舎利）を納めた）。集落の南方で礎石17個が発見され、うち8個が国分寺境内に移されている（鳥取市指定保護文化財）。基壇上建物は一辺8.1メートルで、梁間・桁行とも三間で柱は等間隔とする。
南門
国分寺の正面門。大きく削平を受けているが、細男神社の南約90メートルにおいて掘込地業が検出され、南門の遺構に比定される。
そのほか金堂の位置は細男神社境内付近に、中門の位置は集落南中央入り口付近に推定される。寺域からの出土品としては瓦・土器片・柱がある。

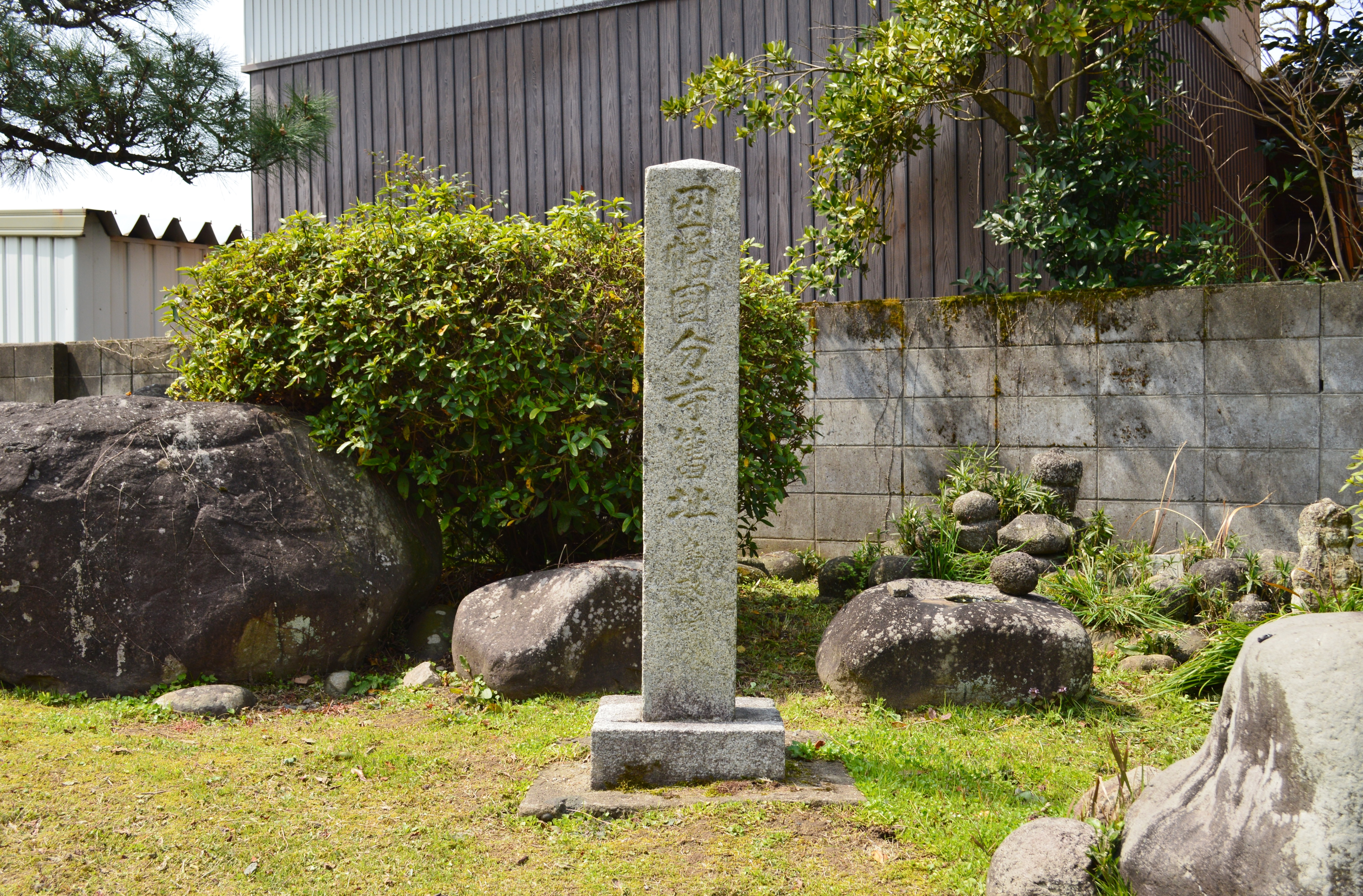
因幡国分寺旧址碑
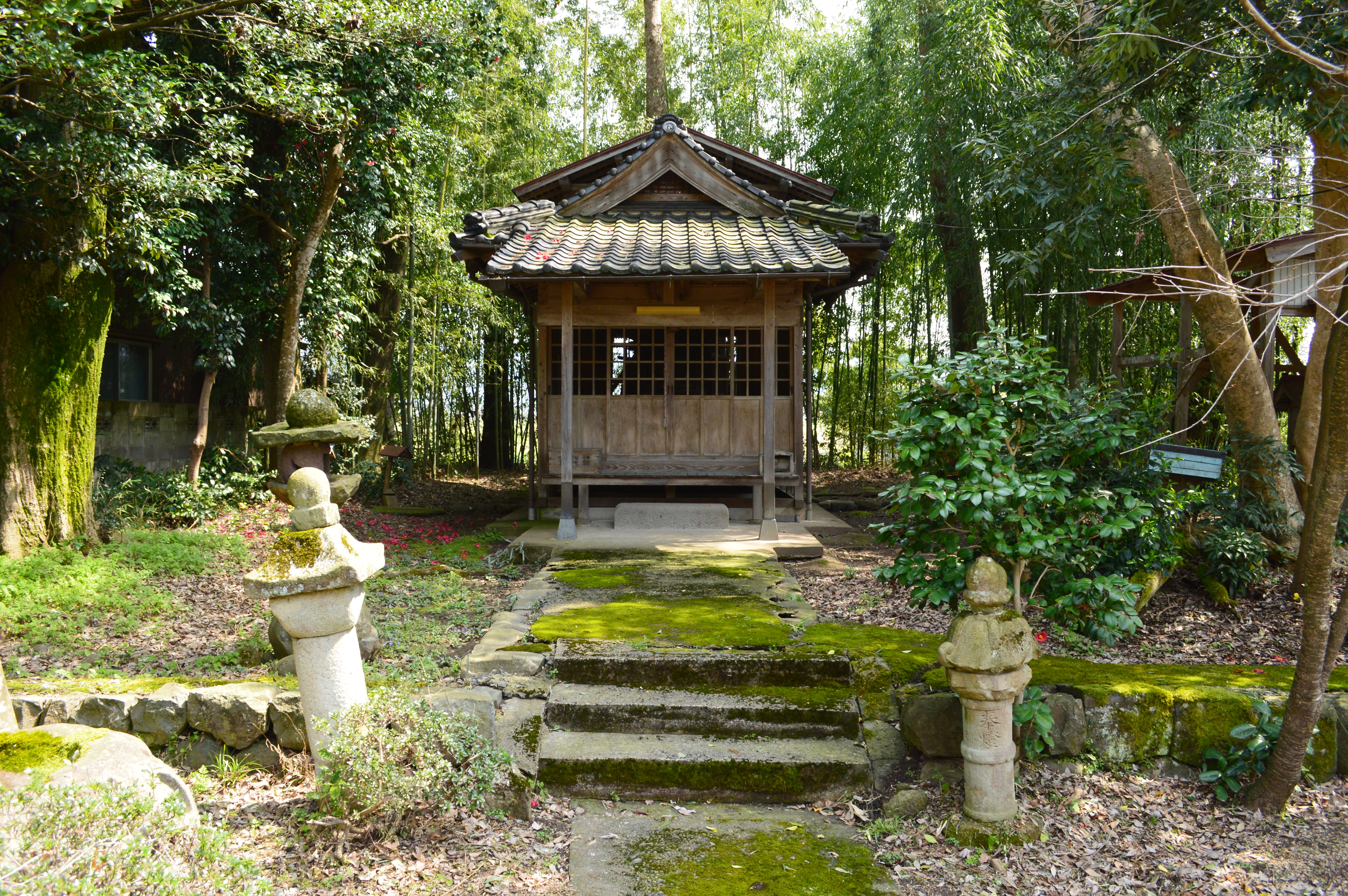
細男神社（金堂推定地）

## 因幡国分尼寺跡

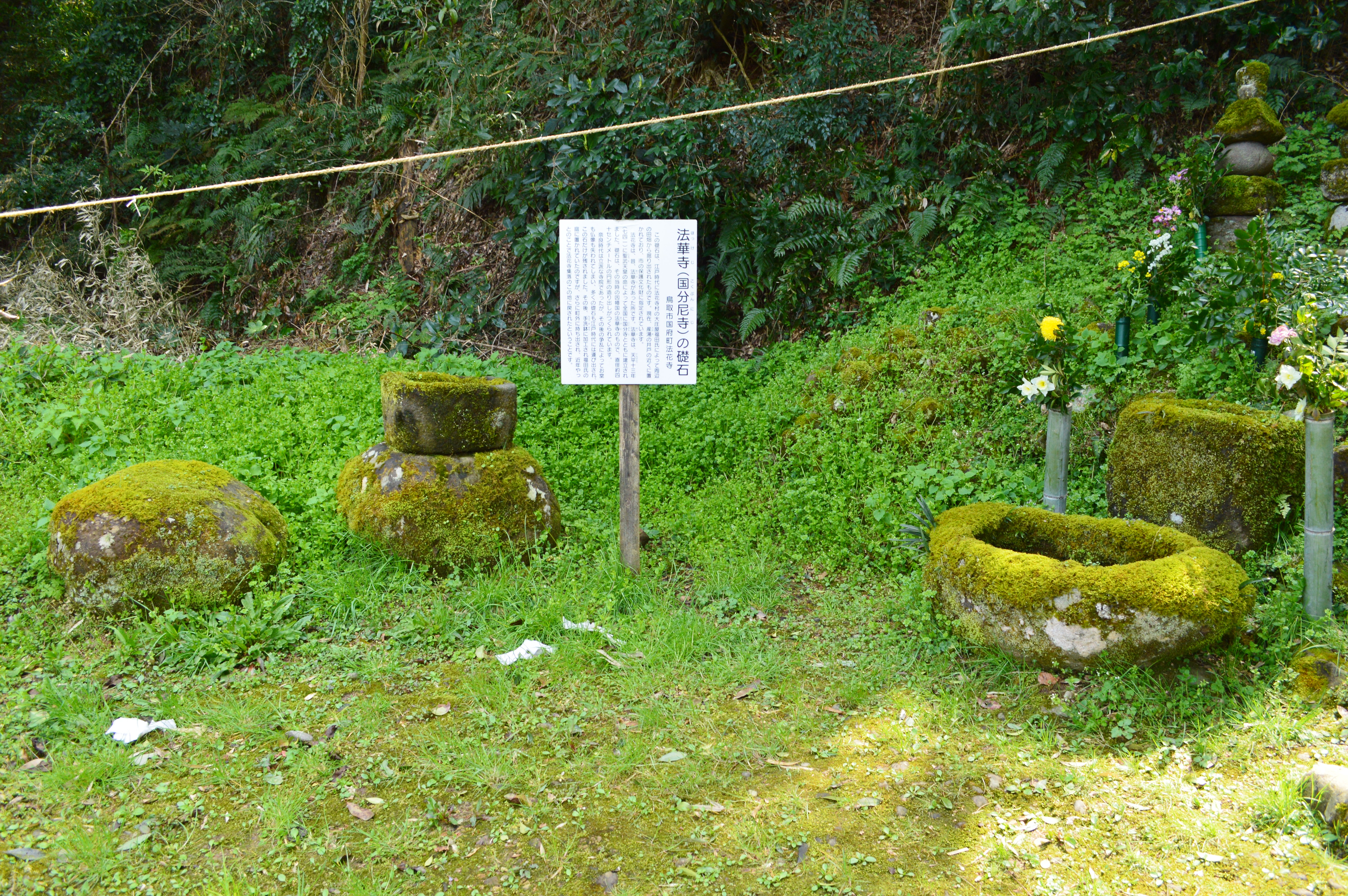
伝因幡国分尼寺礎石
（鳥取市指定文化財）

尼寺跡の所在地は詳らかでないが、国分寺の西方の法花寺集落（鳥取市国府町法花寺）の地に存在が推定される。法花寺集落付近に残っていたという礎石の多くは江戸時代の常忍寺（鳥取市行徳）建立時に持ち出されたというが、同地の産湯の井戸付近には江戸時代に掘り出されたという礎石が置かれている。この礎石は手水鉢に加工されて庭におかれ、その後に集落外に持ち出されていたが、近年に現在地に戻されている（現在は鳥取市指定保護文化財）。法花寺集落周辺の水田では発掘調査が実施されているが、現在までに遺構は検出されていない。
なお、国分寺集落と法花寺集落の間には「犬塚」という石碑がある。これは、国分寺・国分尼寺の両寺に飼われた犬が両寺の間で死んだという伝承に由来するもので、江戸時代に碑が建てられ、現在は鳥取市指定史跡に指定されている。

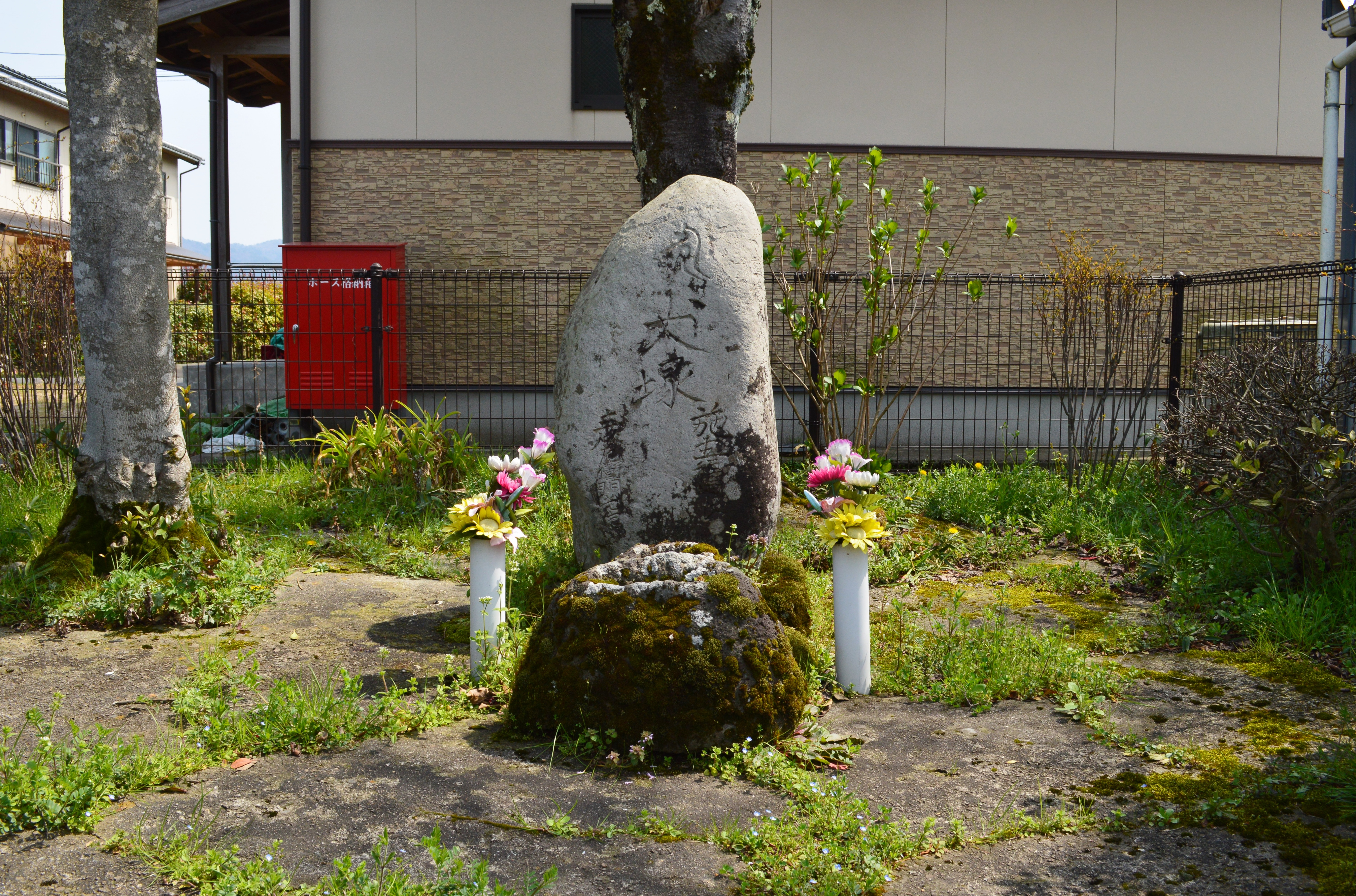
犬塚（鳥取市指定史跡）

## 文化財

### 鳥取市指定文化財
- 保護文化財（有形文化財）
  - 国分寺の礎石
  - 法華寺の礎石
- 史跡
  - 犬塚

## 関連施設
- 因幡万葉歴史館（鳥取市国府町）